# Circondario di Waldshut
Il circondario di Waldshut è uno dei circondari dello stato tedesco del Baden-Württemberg.
Fa parte del distretto governativo di Friburgo in Brisgovia.

## Città e comuni
(Abitanti il 31 dicembre 2022)

Città e Comuni del circondario di Waldshut

| Città 1. Bad Säckingen (17 660) 2. Bonndorf im Schwarzwald (7 022) 3. Laufenburg (9 136) 4. St. Blasien (4 169) 5. Stühlingen (5 527) 6. Waldshut-Tiengen (24 605) 7. Wehr (13 113) | Comuni 1. Albbruck (7 512) 2. Bernau im Schwarzwald (1 953) 3. Dachsberg (Südschwarzwald) (1 441) 4. Dettighofen (1 195) 5. Dogern (2 305) 6. Eggingen (1 773) 7. Görwihl (4 233) 8. Grafenhausen (2 299) 9. Häusern (1 324) 10. Herrischried (2 748) 11. Höchenschwand (2 773) 12. Hohentengen am Hochrhein (3 995) 13. Ibach (347) 14. Jestetten (5 313) 15. Klettgau (7 611) 16. Küssaberg (5 500) 17. Lauchringen (8 034) 18. Lottstetten (2 386) 19. Murg (6 993) 20. Rickenbach (3 960) 21. Todtmoos (2 022) 22. Ühlingen-Birkendorf (5 459) 23. Weilheim (3 104) 24. Wutach (1 182) 25. Wutöschingen (6 766) |